# De Hoek (Belgique)
Pour les articles homonymes, voir De Hoek.
De Hoek (également appelé Den Hoek, ou en français : Le Coin ou parfois simplement Le Hameau ou Het Gehucht) est un hameau de la commune belge de Rhode-Saint-Genèse et fait partie de la province du Brabant flamand. Rhode-Saint-Genèse est l’une des communes à facilités de la périphérie bruxelloise. De Hoek a un arrêt de train sur la ligne entre Bruxelles et Charleroi.
En 1900, grâce à la présence de la gare, la population avait tellement augmenté qu’il fallut créer une paroisse séparée. La construction de l'église néo-romane Sainte-Barbe répondit à ce besoin. En 1953, l'église fut agrandie et munie d'une salle paroissiale.
Le village a un club de football qui a fusionné avec celui de Rhode-Saint-Genèse pour donner : KFC Rhodienne-De Hoek.